# Общественная запашка
Общественная запашка — термин, который применялся в Российской империи для обозначения коллективных сельскохозяйственных работ крестьян с целью совместной обработки всей или части принадлежащей им или находящейся в их пользовании пахотной земли, при которой собранный продукт или вырученная от продажи его сумма обращается на удовлетворение какой-либо общей всем, «мирской» потребности или же делится между всеми участниками работы по какому-нибудь заранее, путем взаимного соглашения, определенному основанию.
В выписках из переписных книг Двинского и Холмогорского уездов Архангельской губернии, относящихся к концу XVII века, встречаются свидетельства о том, что во многих селениях выморочные пахотные участки, а также и покинутые домохозяевами жеребья (наделы) обрабатывались сообща, всем «миром».
Но особое значение в истории России имело принудительное введение государством общественной запашки у удельных крестьян для создания продовольственных запасов на случай неурожая. Изначально удельных крестьян, наравне с другими, обязывали создавать запасы на случай неурожаев, которые хранились в сельских запасных хлебных магазинах (складах). Однако система их наполнения оказалась неэффективной и поэтому в 1828-1829 годах удельных крестьян стали обязывать вводить общественную запашку для этих целей.
25 сентября 1827 года император Николай I подписал указ о введении общественной запашки в удельных имениях. Под общественную запашку отводилась крестьянская земля из расчета 1/32 десятин на ревизскую душу в «малоземельных» и 1/16 десятин в «изобилующих землею» губерниях. При этом «малоземельными» считались губернии, в которых на ревизскую душу приходилось менее 3 десятин пашни. Собранный с этой земли урожай должен был храниться в запасных магазинах, а деньги, вырученные от продажи этого хлеба для обновления запасов зерна, обращались во вспомогательный капитал и должны были использоваться в неурожайные годы и для «полезных заведений».
С весны 1828 года общественную запашку ввели почти во всех удельных имениях. Крестьяне восприняли это крайне негативно, так как общественная запашка была очень похожа на барщину у помещичьих крестьян. Нередко введение общественной запашки вызывало сопротивление удельных крестьян, которое жестоко подавлялось. Так, во второй половине 1830-х годов введение общественной запашки вызывало волнения среди крестьян Симбирской губернии, которые были переведены из государственных в удельные. В некоторых случаях, «по причине плохого качества почвы, мелкости и разбросанности поселений и промышленного характера крестьян» а также там, где «учреждение запашки встретило бы препятствие со стороны крестьян другого ведомства, владевших землею черезполосно с удельными». Департамент уделов разрешал замену общественной запашки денежным сбором с удельных крестьян.
В 1834 году на общественной запашке удельных крестьян стали обязывать сажать картофель, что вызвало среди них так называемые «картофельные бунты».
В 1861 году общественная запашка у удельных крестьян была отменена, но в некоторых местностях, общественные запашки, принудительно введенные, вошли в привычку и сохранялись до начала XX века. Также после 1861 года многие губернские и уездные земства, а также и административные власти некоторых губерний энергично пропагандировали устройство общественной запашки, не останавливаясь и перед применением принуждения.